# 漢字同源詞
漢字同源詞是指由同一字源分化出來的漢字，或者是同時產生，如「背」、「負」二字，或者是一先一後產生的，如「氂」和「旄」二字。此外，除了在本身語系之內出現同源詞的現象外，隨著時間的發展，不同語言的詞彙也有出現同詞源的情況。

## 同源詞的起源
王寧《訓詁學原理》指出「隨著社會的發展和人類認識的發展，詞彙要不斷豐富。在原有的詞彙的基礎上產生詞的時候，有一重要的途徑，就是在舊詞的意義引申到距本義較遠之後，在一定條件下脫離原詞而獨立，有的音有稍變，更造新字，因他成詞。……標誌著……相關的意義已經分化為……同源詞。」簡單指出同源詞是由於社會的發展和人類認識的發展而必然出現的現象。
以王寧的說法，同源詞是指有「源出」與「派生」關係的詞匯，用以紀錄同源詞的形體，則稱為同源字。同源詞的起源是因為隨著人類知識的發展，語言須增加表意的手段，以表達新的知識而出現，故此是社會發展底下必然的語言學現象。而增加表意手段的最直接方式，就是新造詞匯。而新造詞匯最常見的方法是在原有詞匯的基礎上，通過原有詞義的引申，增加原有詞匯的意義來指稱新生知識，故此在詞匯不斷發展的情況下，出現了不少同源詞。
王力《同源字典》便以梳頭工具的命名為例，指出梳頭工具的總名為「櫛」，後來櫛又分成兩種，一種密齒的為「篦」，疏齒的為「梳」。篦是「比」的意思，比就是密的意思，而梳是「疏」的意思。「篦」是「比」在原有的詞義中引申出來的新詞，「篦」「比」有著同源的關係。「梳」是「疏」在原有的詞義中引申出來的新詞，「梳」「疏」有著同源的關係。
這些基於同源而分化出來的詞匯在不斷發展底下，有時會出現與原有的詞（即「源詞」）的詞義距離變得愈來愈遠的時候，引申義便或會脫離原有詞匯的形體，而另行構造新的形體，成為派生自原有詞匯，而又獨立出來的新詞匯。這些詞在形體上，或許不易察覺擁有著同一個詞源，但事實上它們是派生自同一詞源，如「超」與「卓」，同源而形體大異。這個關係可以下圖表示：

## 同源詞的音近義通

### 讀聲相同或相近
王力《同源字典》指出同源詞經常以「某一概念為中心，而以語音的細微差別（或同音），表示相近或相關的幾個概念。」王力特別調同源詞讀音上的緊密關係，故此提出了判別同源詞的其中兩個方法，就是「聲訓」和「通訓」。聲訓，是以同音或音近的字作為訓詁，這是古人尋求詞源的一種方法。通訓，是指某字的釋義中，有意義相關的字，尤其是讀音方面，如「脢，背肉也」，脢、背二字讀音相近。不過，聲訓、通訓不一定準確，因為一來古音今音有異，二來上古音同或音近，只是同源詞的一個特徵，而非必然。然而，王力說「也有一些聲訓是符合同源詞的，不能一概抹殺。」
同源關係，一般採用替源詞增加意符以孳乳派生詞的方式，因此「源詞」與「派生詞」之間往往有形體上的關係，如他它們擁有同一「聲符」。例如「坐」與「座」即屬一例，它們是同源於「坐」這個源詞，詳見下圖：
源詞「坐」解作「坐下」，它派生出「座位」之意，此時一字有二義。後來隨社會的發展，「座位」與「坐下」二義為免混淆，而造行了分工「坐」解「坐下」，而「座」解「座位」。此二字，聲符「坐」一樣，讀音相同，形體不一但相近。由此可見，同源詞有一個很特別的特點，「聲符」比「形符」有更強的表義作用。
類似的詞很多，王力舉了很多例子，包括「決玦缺」、「盧黸驢壚獹櫨」等，「它們在原始的時候本是一個詞，完全同音，後來分化為兩個以上的讀音，才產生細微的意義差別。有時候，連讀音也沒有分化（如暗、闇），只是字形不同，用途也不完全相同罷了。」

### 意義相同或相近
王力指出「同源詞必然是同義詞，或意義相關的詞。但是我們不能反過來說，凡同義詞都是同源字。」由此可見，同源詞的另一特徵是意義相同或相近。不過，王力強調「通假字不是同源字，因為它們不是同義詞，或意義相近的詞。」及「異體字不是同源字，因為它們不是同源而是同字，即一個字的兩種或多種寫法。」王力把通假字及異體字排除在同源詞之外，指出通假字與同源詞，並沒有必然關係，如「早」及「蚤」，早晚的「早」和跳蚤的「蚤」之間沒有任何關係；又如「征」及「政」，征戰的「征」及政治的「政」之間亦沒有任何關係，至於異體字，不過是寫法不一的同一字，故此亦不是同源詞，如「線」和「綫」等。王力藉此批評許慎《說文解字》把異體字分條而述，實未了解它們之間實為一詞。
由於同源詞的特徵之一是意義相同或相近，故王力指出「聲訓」「通訓」以外的兩種判別同源詞的方法，分別是「同訓」和「互訓」。同訓是指《說文解字》或考證古代詞語的典籍（如：《爾雅》等）之中，兩條或以上的條目解釋是相同的，如「省，視也」（《說文解字》）與「相，視也」（《爾雅》），又如「國，邦也」（《說文解字》）與「域，邦也」（《說文解字》）。互訓與同訓相若，分別在於互訓是兩條或以上條目是互相解釋的，如「頂，顛也」（《說文解字》）與「顛，頂也」（《說文解字》），又如「走，趨也」（《說文解字》）與「趨，走也」（《說文解字》）。王力指出「同訓、互訓的字並不都是同義詞，有些字只是詞義相關，並非完全同義。」
王力於此提及一個稱為「分別字」的概念，這也是同源字中常見的一類。古時王筠稱「分別字」為「分別文」。「分別字」自古至今皆有，如背東西的「背」，近人寫作「揹」以區別背脊的「背」，把二字分工得當；又如嘗味的「嘗」，近人寫作「嚐」以區別嘗試的「嘗」；又如阻擋的「當」，近人寫作「擋」以區別應當的「當」。王力清楚認識到分別字的特質，認為「分別字產生於一詞多義，在文字上也可說是一種進步。但是我們應該知道，分別字乃後起的字，如果認為本字，那就是倒果為因。」鑑於「分別字」沿於同一詞源而來，「分別字」便解釋了為何兩個或以上的同源詞往往意義相同或相近的原因。

## 同源詞孳生的發展
古往今來，漢字沿著同源而分化過程，大抵有四種方式，分別為「久假不歸」、「有借有還」、「鵲巢鳩佔」及「自立門戶」。「久假不歸」及「有借有還」是沿於同音假借的分化而來，「鵲巢鳩佔」及「自立門戶」是沿著詞義引申的分化而來。

### 久假不歸（累增字）
當同音假借之後，假借字取代了原字字義而發展變成常用義，則原字字義會通過重新構形來表示，這種假借並佔用了原字形體逼使原字字義要重新構形的方法，稱為「久假不歸」。例如：
這類原字因「久假不歸」而重新理據化的例子極多，例如：「亦、腋」、「然、燃」、「它、蛇」等。香港大學講師林偉業表示重新理據化的新字，雖在本字上增加偏旁，但其實沒有改變字義，故稱為「累增字」。有時，重新理據化的「今字」會脫離「古字」字形，另行構形，例如：「西、棲」。

### 有借有還（後起字）
「有借有還」（後起字） 另一種漢字分化的情況是「有借有還」。林偉業表示原字字義為常用義，而此常用義沒有因假借字而取代原字字義，相反，因為假借義透過原字字形增加意符表達，即重新構形，並把原字字形歸還予常用義，這種方法稱為「有借有還」。例如：
這類區別字的例子也極多，例如：「栗、慄」、「牟、眸」、「戚、慼」等。這些區別字由於都是在同音字之上加上意符為偏旁，因此都是形聲字，而在增加意符之後，字形都重新得以理據化，因此又稱「後起本字」。有時，重新理據化的「今字」，會脫離「古字」字形，另行構形，例如：「要、邀」。由於一個同音字可以假借成不同的字，當一系列的假借義都理據化為後起本字時，便產生一系列的區別字，例如：
林偉業表示雖然同一聲符的同源詞出現不少，但是在沒有肯定的同源證據下，不要誤把所有同聲符的字都視為同源或假借的分別字，因為有相同聲符的字並不一定同源。

### 鵲巢鳩佔〈累增字〉
除同音假借以外，漢字同源分化的情況還出現在引申方面。「鵲巢鳩佔」與「久假不歸」相似，不過「鵲巢鳩佔」重在引申義，而非同音假借。「鵲巢鳩佔」是指當詞義被引申之後，引申義取代了原字字義，甚至成為常用義，逼使原字字義需要另行構形，表達原義，這個方法就是「鵲巢鳩佔」。例如：
這類原字引申後重新理據化的例子也不少，例如：「原、源」、「止、趾」、「要、腰」、「益、溢」等。重新理據化的新字，雖在源字上增加偏旁，但其實沒有改變字義，故也稱為「累增字」。

### 自立門戶〈孳乳字〉
根據林偉業的說法，最常見的漢字同源分化最後的一種是「自立門戶」。有時，由於原字字義為常用義，或引申義能通過增加意符來表達字義，則引申義便會在原來字形上增加元件或偏旁，來重新構形，形成的新字，這就是「自立門戶」。例如：
這類區別字的例子也極多，例如：「解、懈」、「赴、訃」、「任、妊」、「五、伍」、「坐、座」、「竟、境」、「生、性」、「取、娶」等。林偉業表示這些區別字由於都是在本字之上加上意符為偏旁，因此都是形聲字；又由於這些區別字都是在詞源字的意義基礎上派生出來的新字詞，因此又稱「孳乳字」。其實，由於是派生出來的，故此孳乳字其實也是「後起字」。
以上四種同源詞的分化發展，不論是那一種方法，同詞匯而來的詞組都有一個共同的詞源，故此都屬於同源詞。總括來說，同源詞有以下三種特徵：

## 同源詞的三大特徵
第一，同源詞之間既為語義的引申，則詞義必有相關處；
第二，派生詞由源詞引申，故引申之初讀音可能無別，及至引申義與源詞詞義的發展愈來愈遠，而得另造形體，則讀音往往稍有改變，但同源詞語音卻必然仍有相似的關係。
第三，同源詞常有相同的聲符，雖然並非必然，但是仍可作為同源詞的一個特徵。
音近義通的詞匯，往往都是同源詞。

## 對同源詞的看法
自王力以來，學界已對同源詞有基本的認識。同源詞大抵可以說是一種針對漢字的歷史發展研究的方法。從古迄今，針對特定的漢字抓緊其脈絡，對其一直以來的假借、引申甚至分化的種種軌跡，加以推敲，上溯以至找出本源。這種方法可以避免側重單一條目的研究取向。如《說文解字》把漢時及以前出現的不同漢字，加以條目式的列出，結果異體字或一字多形的字都分成兩字或以上研究。同源字正好彌補了這種不足，因為追本溯源不少漢字其實它們都是同根同源的，本屬一字。此外，許慎「六書」的構形方法常有不足，不少漢字根本無法按「六書」分類而收編，或收編常有爭議，而同源詞的研究亦正好提供了另一種了解漢字生成的概念，解決學界的爭論。